# کانسپشن (خنین)
کانسپشن (به اسپانیایی: Concepción) یک منطقهٔ مسکونی در پرو است که در Concepción District, Concepción واقع شده‌است. کانسپشن ۱۵٬۴۲۸ نفر جمعیت دارد و ۳٬۲۸۳ متر بالاتر از سطح دریا واقع شده‌است.